# Daretorps kyrka
Daretorps kyrka är en kyrkobyggnad som sedan 2010 tillhör Hökensås församling (tidigare Daretorps församling) i  Skara stift. Den ligger i Daretorp i Tidaholms kommun. 

## Kyrkobyggnaden

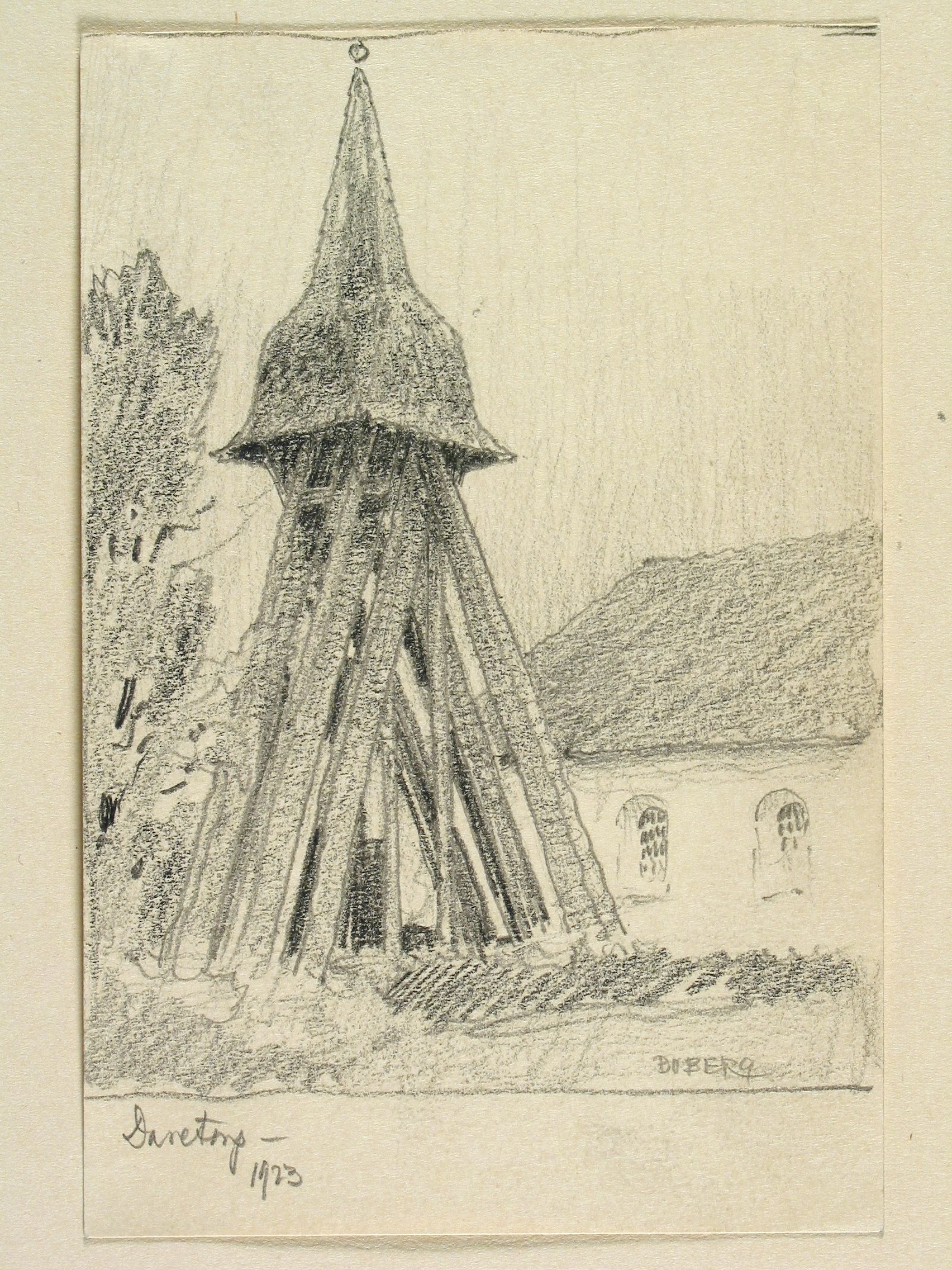
Daretorps kyrka tecknad av Ferdinand Boberg 1923.

Daretorps kyrka uppfördes år 1761 och ersatte då en medeltida kyrka som församlingen vuxit ur. Byggnaden av sten är invändigt och utvändigt kalkrappad. Långhus och kor vilar på en något utkragand sockel med stora kattgluggar, som är spritputsad och gråmålad. Sakristian och vapenhuset uppfördes 1886 och har socklar av tuktad gråsten. Även kyrkans fönster härrör från renoveringen 1886. Den senaste restaureringen utfördes 1949. Klockstapeln från 1699–1702 är byggd av Anders Bengtsson i Jönköping. Både storklockan från och lillklockan är omgjutna, 1816 respektive 1792.

## Inventarier
- Altartavlan i trä  från 1770 med en Golgatscen är utförd av Jöns Lindberg.
- Predikstolen från senare hälften av 1700-talet är utförs av Jöns Lindberg.
- Baldakinen från 1687 är gjord av Sparring från Stora Älgarås i Daretorps socken.
- Dopfunt i form av en dopängel av trä "till guds ähra gemacht av Jöns Lindberg" 1770.
- Två kollekthåvar. En från 1734 och en nyare från 1965.
- Nattvardskalk, oblatask och paten i silver från 1777. En vinkanna i tenn från 1701, samt en nyare från 1938 i silver.
- Bevarad från den gamla kyrkan finns den gamla järnbeslagna ekdörren från medeltiden.
- Två epitafier från 1680 och 1730-talet över kyrkoherdarna Uddo Laurentii (död 1678)[1] och Petrus Darelius (1655–1728).[2]
- Två tennljusstakar från 1695.
- Ett slagur från 1765.

## Orgel
Orgelverket har tretton stämmor och är ombyggt år 1957 av Liareds orgelbyggeri. Fasaden är från föregående orgel byggd 1887 av Molander & Co.
| Manual I (C-g3) | Manual II (C-g3)  | Pedal (C-d1) | Koppel |
| --------------- | ----------------- | ------------ | ------ |
| Principal 8'    | Gedackt 8'        | Subbas 16'   | II/I   |
| Rörflöjt 8'     | Flöjt 4'          | Koralbas 4'  | I/P    |
| Oktava 4'       | Blockflöjt 2'     | Nachthorn 2' | II/P   |
| Oktava 2'       | Nasat 1 1/3'      |              |        |
| Mixtur 3 chor   | Sifflöjt 1'       |              |        |
|                 | Crescendosvällare |              |        |